# جمعية تنظيم الأسرة الأمريكية
جمعية تنظيم الأسرة الأمريكية (اختصارًا PPFA) هي فرع من الولايات المتحدة للجمعية الدولية لتنظيم الأسرة (IPPF) واحدة من أكبر أعضاءها. وهي منظمة غير ربحية تقدم الصحة الإنجابية وخدمات صحة الأم والطفل. كما تضغط من أجل الحصول على رعاية صحيةٍ وإنجابيةٍ للنساء ورعاية أفضل للأطفال في الولايات المتحدة.
جمعية تنظيم الأسرة هي أكبر داعمي الخدمات الصحة الإنجابية في الولايات المتحدة، بما في ذلك الكشف عن سرطان الثديوفيروس نقص المناعة البشرية وتقدم الفحصوصات والمشورات ووسائل منع الحمل والإجهاض. تساهم هذه الجمعية في 35% من الصحة الإنجابية و3% من عمليات الإجهاض.